# Софі Госкінг
Софі Госкінг  (англ. Sophie Hosking, 25 січня 1986) — британська веслувальниця, олімпійська чемпіонка.

## Виступи на Олімпіадах
| Олімпіада   | Дисципліна         | Місце |
| ----------- | ------------------ | ----- |
| Лондон 2012 | легка двійка парна | 1     |

## Зовнішні посилання
- Досьє на sport.references.com

1. ↑  Sophie Hosking